# Конкорд (Алабама)
Конкорд (англ. Concord) — переписна місцевість (CDP) в США, в окрузі Джефферсон штату Алабама. Населення — 1690 осіб (2020).

## Географія
Конкорд розташований за координатами 33°27′43″ пн. ш. 87°2′26″ зх. д. / 33.46194° пн. ш. 87.04056° зх. д. (33.461931, -87.040577). За даними Бюро перепису населення США в 2010 році переписна місцевість мала площу 8,76 км², з яких 8,72 км² — суходіл та 0,04 км² — водойми.

## Демографія
Згідно з переписом 2010 року, у переписній місцевості мешкало 1837 осіб у 751 домогосподарстві у складі 544 родин. Густота населення становила 210 осіб/км². Було 817 помешкань (93/км²).
Расовий склад населення:
| - 98,5 % — білих - 0,5 % — чорних або афроамериканців - 0,2 % — корінних американців - 0,2 % — азіатів |

До двох чи більше рас належало 0,7 %. Частка іспаномовних становила 0,5 % від усіх жителів.
За віковим діапазоном населення розподілялося таким чином: 21,1 % — особи молодші 18 років, 59,3 % — особи у віці 18—64 років, 19,6 % — особи у віці 65 років та старші. Медіана віку мешканця становила 41,8 року. На 100 осіб жіночої статі у переписній місцевості припадало 93,8 чоловіків; на 100 жінок у віці від 18 років та старших — 91,2 чоловіків також старших 18 років.
Середній дохід на одне домашнє господарство становив 58 221 долар США (медіана — 44 620), а середній дохід на одну сім'ю — 68 418 доларів (медіана — 61 905). Медіана доходів становила 54 500 доларів для чоловіків та 37 344 долари для жінок. За межею бідності перебувало 7,9 % осіб, у тому числі 0,0 % дітей у віці до 18 років та 25,9 % осіб у віці 65 років та старших.
Цивільне працевлаштоване населення становило 969 осіб. Основні галузі зайнятості: виробництво — 15,0 %, освіта, охорона здоров'я та соціальна допомога — 14,9 %, роздрібна торгівля — 11,8 %, будівництво — 10,5 %.